# Férfi 800 méteres síkfutás a 2017-es atlétikai világbajnokságon
A férfi 800 méteres síkfutás futamait augusztus 5. és 8. között rendezték meg a londoni Olimpiai Stadionban a 2017-es atlétikai világbajnokság részeként.
A címvédő és világcsúcstartó, David Rudisha combizomhúzódás miatt nem indult el a világbajnokságon.

## Rekordok
| Világrekord            | Világrekord | Világrekord  |
| Versenyző              | Idő         | Hely         |
| ---------------------- | ----------- | ------------ |
| David Rudisha (KEN)    | 1:40,91     | London, 2012 |
| Világbajnoki rekord    |             |              |
| Versenyző              | Idő         | Hely         |
| Billy Konchellah (KEN) | 1:43,06     | Róma, 1987   |
| Címvédő                |             |              |
| Versenyző              | Idő         | Hely         |
| David Rudisha (KEN)    | 1:45,84     | Peking, 2015 |

## Menetrend
| Futam      | Időpont             |
| ---------- | ------------------- |
| Előfutamok | augusztus 5., 13:45 |
| Elődöntők  | augusztus 6., 22:15 |
| Döntő      | augusztus 8., 22:35 |

## Eredmények
- WR – világrekord
- CR – világbajnoki rekord
- AR – kontinens rekord
- NR – országos rekord
- PB – egyéni rekord
- WL – az adott évben aktuálisan a világ legjobb eredménye
- SB – az adott évben aktuálisan az egyéni legjobb eredmény

Az eredmények másodpercben értendők!

### Előfutamok
| 1. előfutam | 1. előfutam       | 1. előfutam             | 1. előfutam | 1. előfutam |
| Helyezés    | Versenyző         | Ország                  | Idő         | Mj          |
| ----------- | ----------------- | ----------------------- | ----------- | ----------- |
| 1.          | Kipyegon Bett     | Kenya                   | 1:45,76     | Q           |
| 2.          | Andreas Kramer    | Svédország              | 1:45,98     | Q           |
| 3.          | Drew Windle       | Egyesült Államok        | 1:46,08     | Q           |
| 4.          | Abdesszálem Ajúni | Tunézia                 | 1:46,19     | q           |
| 5.          | Andrés Arroyo     | Puerto Rico             | 1:46,46     |             |
| 6.          | Edose Ibadin      | Nigéria                 | 1:46,51     |             |
| 7.          | Szaúd el-Zábi     | Egyesült Arab Emírségek | 1:53,34     |             |
| 8.          | Pyae Sone Maung   | Mianmar                 | 2:13,38     |             |
| Ki          | Amine Belferar    | Algéria                 | Kiesett     |             |

| 2. előfutam | 2. előfutam         | 2. előfutam    | 2. előfutam | 2. előfutam |
| Helyezés    | Versenyző           | Ország         | Idő         | Mj          |
| ----------- | ------------------- | -------------- | ----------- | ----------- |
| 1.          | Thijmen Kupers      | Hollandia      | 1:45,53     | Q           |
| 2.          | Brandon McBride     | Kanada         | 1:45,69     | Q           |
| 3.          | Kevin López         | Spanyolország  | 1:45,77     | Q           |
| 4.          | Antoine Gakeme      | Burundi        | 1:45,97     | q           |
| 5.          | Kyle Langford       | Nagy-Britannia | 1:46,38     | q           |
| 6.          | Jesús Tonatiu López | Mexikó         | 1:46,71     |             |
| 7.          | Leandro Paris       | Argentína      | 1:47,09     | PB          |
| 8.          | Pol Moya            | Andorra        | 1:49,06     |             |

| 3. előfutam | 3. előfutam               | 3. előfutam      | 3. előfutam | 3. előfutam |
| Helyezés    | Versenyző                 | Ország           | Idő         | Mj          |
| ----------- | ------------------------- | ---------------- | ----------- | ----------- |
| 1.          | Ferguson Cheruiyot Rotich | Kenya            | 1:45,77     | Q           |
| 2.          | Isaiah Harris             | Egyesült Államok | 1:45,82     | Q           |
| 3.          | Elliot Giles              | Nagy-Britannia   | 1:45,86     | Q           |
| 4.          | Ebrahim el-Zofájri        | Kuvait           | 1:46,29     | q, PB       |
| 5.          | Álvaro de Arriba          | Spanyolország    | 1:46,42     | q           |
| 6.          | Abdeláti el-Gesszé        | Marokkó          | 1:46,74     |             |
| 7.          | Ryan Sánchez              | Puerto Rico      | 1:50,74     |             |
| Ni          | Veszám el-Másszri         | Palesztina       | Nem indult  |             |

| 4. előfutam | 4. előfutam             | 4. előfutam        | 4. előfutam | 4. előfutam |
| Helyezés    | Versenyző               | Ország             | Idő         | Mj          |
| ----------- | ----------------------- | ------------------ | ----------- | ----------- |
| 1.          | Emmanuel Kipkurui Korir | Kenya              | 1:47,08     | Q           |
| 2.          | Michał Rozmys           | Lengyelország      | 1:47,09     | Q           |
| 3.          | Thiago Andrè            | Brazília           | 1:47,22     | Q           |
| 4.          | Alex Amankwah           | Ghána              | 1:47,56     |             |
| 5.          | Marc Reuther            | Németország        | 1:47,78     |             |
| 6.          | Samir Dahmani           | Franciaország      | 1:48,62     |             |
| 7.          | Peter Bol               | Ausztrália         | 1:49,65     |             |
| 8.          | Ahmed Basír Faráh       | Menekültek csapata | 1:50,04     | PB          |

| 5. előfutam | 5. előfutam           | 5. előfutam               | 5. előfutam | 5. előfutam |
| Helyezés    | Versenyző             | Ország                    | Idő         | Mj          |
| ----------- | --------------------- | ------------------------- | ----------- | ----------- |
| 1.          | NIjel Amos            | Botswana                  | 1:47,10     | Q           |
| 2.          | Pierre Ambroise-Bosse | Franciaország             | 1:47,25     | Q           |
| 3.          | Adam Kszczot          | Lengyelország             | 1:47,36     | Q           |
| 4.          | Mosztafa Szmajli      | Marokkó                   | 1:47,50     |             |
| 5.          | Mark English          | Írország                  | 1:48,01     |             |
| 6.          | Abu Salim Mayanja     | Uganda                    | 1:48,11     |             |
| 7.          | Francky Mbotto        | Közép-afrikai Köztársaság | 1:51,76     |             |
| Ki          | Hamáda Mohamed        | Egyiptom                  | Kiesett     |             |

| 6. előfutam | 6. előfutam              | 6. előfutam         | 6. előfutam | 6. előfutam |
| Helyezés    | Versenyző                | Ország              | Idő         | Mj          |
| ----------- | ------------------------ | ------------------- | ----------- | ----------- |
| 1.          | Donovan Brazier          | Egyesült Államok    | 1:45,65     | Q           |
| 2.          | Mohammed Aman            | Etiópia             | 1:45,81     | Q           |
| 3.          | Guy Learmonth            | Nagy-Britannia      | 1:45,90     | Q           |
| 4.          | Marcin Lewandowski       | Lengyelország       | 1:46,17     | q           |
| 5.          | Amel Tuka                | Bosznia-Hercegovina | 1:46,54     |             |
| 6.          | Astrit Kryeziu           | Koszovó             | 1:49,94     |             |
| Kiz         | Daniel Andújar           | Spanyolország       | Kizárva     |             |
| Ni          | Michael Loturomom Saruni | Kenya               | Nem indult  |             |